# 拉杰什·瓦伊什纳沃
拉杰什·瓦伊什纳沃（英語：Rajesh Vaishnaw，1972年7月19日—），现任印度驻摩洛哥大使，曾任印度驻马耳他高级专员等职务。

## 經歷
拉杰什·瓦伊什纳沃生於1972年7月19日。畢業於德里印度理工學院電氣工程專業。
1996年，進入印度外事服務部，選擇阿拉伯語作爲必修外語。他曾在印度駐瑞典、波蘭、阿拉伯聯合酋長國和埃及使館工作。曾在印度外交部擔任行政司副司長和財政司處長，以及處理印度與日本、韓國的關係。出任印度駐馬耳他高級專員前，拉杰什·瓦伊什纳沃是印度外交部數位治理司聯祕。
2017年1月，印度重新開設駐馬耳他使團。2017年11月1日，拉杰什·瓦伊什纳沃被任命爲下一任印度駐馬耳他高級專員。2018年1月12日，就任印度駐馬耳他高級專員。2018年1月25日，向馬耳他總統瑪麗·路易斯·科勒略·普雷卡遞交國書。
2021年3月3日，瓦伊什纳沃被任命爲下一任印度駐摩洛哥大使。2021年4月，向摩洛哥外交部長遞交國書副本。2022年1月17日，向摩洛哥國王穆罕默德六世遞交國書。

## 個人生活
已婚，與妻子育有一子。